# Wen
Wen  (en chino, 温县; pinyin, Wēn) es un condado  bajo la administración directa de la Prefectura Jiaozuo en la Provincia de Henan, República Popular China.  Su área es de 481 km² y su población total para 2010 superó los 420 mil habitantes. 

## Administración
Ha febrero de 2025, el  Condado Wen  se divide en 11 pueblos que se administran en 4 subdistritos,  5 poblados y 2 villas.

## Toponimia
El topónimo Wen significa "termal", debido a la presencia de dos lugares con "aguas termales" (温泉 wēn quán) en su territorio. Una está ubicada en lo que hoy es la Aldea Zhiqiang (治墙村), mientras la otra desapareció hace cientos de años debido al cambio de curso del río Amarillo.